# J. C. Boscan
Pour les articles homonymes, voir Boscan.
Jean Carlos Boscan (né le 26 décembre 1979 à Maracaibo, Zulia, Venezuela) est un joueur de baseball évoluant à la position de receveur. Il est présentement sous contrat avec les Royals de Kansas City de la Ligue majeure de baseball.

## Carrière
J. C. Boscan débute en Ligue mineure de baseball dans l'organisation des Braves d'Atlanta en 1997. Il y demeure jusqu'en 2005 sans atteindre les Ligues majeures. Après des séjours avec des clubs des mineures affiliés aux Brewers de Milwaukee (2006) et aux Reds de Cincinnati (2007), il revient dans l'organisation des Braves en 2008. Il dispute trois autres saisons dans les mineures, avant de jouer son premier match dans les majeures le 1er octobre 2010 avec Atlanta. C'est son seul pour les Braves cette saison-là et il est rappelé du club-école pour quatre parties en 2011. Il en profite pour réussir le 31 juillet 2011 son premier coup sûr au plus haut niveau, face au lanceur Ricky Nolasco des Marlins de la Floride. Le 22 novembre 2011, Boscan signe un nouveau contrat des ligues mineures avec les Braves d'Atlanta.
Après 11 matchs joués pour Atlanta de 2010 à 2012, il joue 6 matchs pour les Cubs de Chicago en 2013 et passe la saison 2014 dans les ligues mineures avec un club-école des Dodgers de Los Angeles. Il rejoint les Royals de Kansas City en janvier 2015.